# Nicolò Barattiero

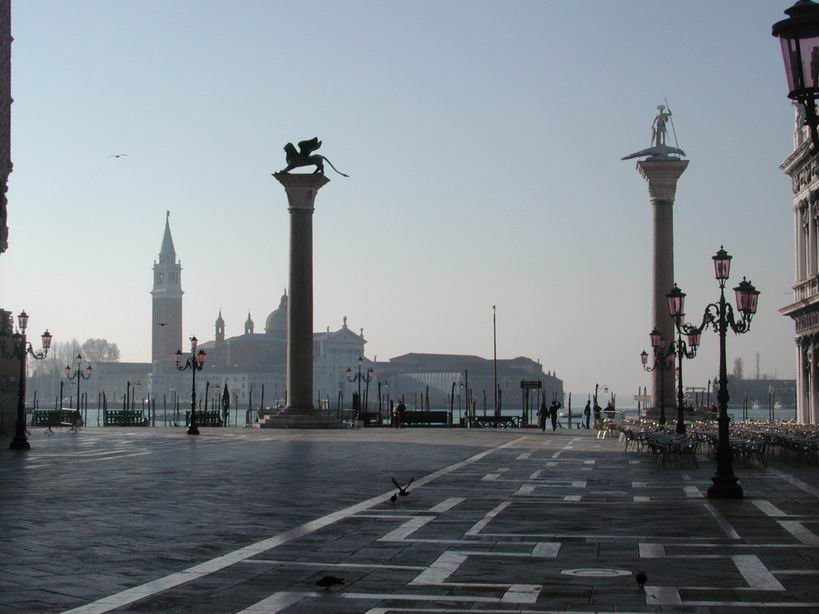
Le colonne di piazzetta San Marco.

Nicolò Barattiero (... – 1181) è stato un architetto e ingegnere italiano, attivo a Venezia nella seconda metà del XII secolo.

## Biografia
Gli storici odierni lo ritengono una figura semileggendaria. Di origine lombarda, esordì sotto il dogado di Vitale II Michiel (1156-1172) quando, assieme a Bartolomeo Malfatto, realizzò la cella del campanile di San Marco; in questa occasione ideò dei macchinari, sostanzialmente delle casse di legno mosse da carrucole, che agevolarono il trasporto dei materiali sino alla cima della torre.
Durante il dogado di Sebastiano Ziani (1172-1178) eresse le due colonne della piazzetta San Marco portate tempo addietro dall'Oriente (secondo la leggenda, ne esistette anche una terza inabissatasi in laguna durante lo sbarco). Le cronache raccontano che, dato l'ottimo risultato, gli fu concesso di gestire tra i due monumenti un banco da gioco, da cui il cognome.
Da un'analisi delle basi e dei capitelli delle colonne, si può constatare che lo stile del Barattiero fosse influenzato dall'arte bizantina.
Sempre sotto lo Ziani o sotto il successore Orio Mastropiero (1178-1192) costruì il primo vero ponte di Rialto, in legno. Prima di allora le due rive erano collegate da un ponte di barche.
Ricordato anche come ingegnere, matematico e scultore, ebbe numerosi validi allievi.